# Джером Горсей
Джеро́м Горсе́й, сер (англ. Sr Jerome Horsey, 1550—1626) — англійський дворянин, дипломат  XVI—XVII ст.

## Життєпис

Олександр Литовченко. Іван Грозний показує скарби англійському послу Горсею

Перебував у Московії наїздами у 1573—1591 роках, керуючи справами контори Московської торговельної компанії. Так, зокрема, у 1580 році привіз до Московії порох, мідь та інші припаси, необхідні для ведення Лівонської війни. 
Був обвинувачений компанією, імовірно за обмовою, у зловживаннях, та зрештою його було виправдано. Збереглися свідчення, що Горсей ворогував з місцевим дяком Андрієм Щєлкаловим. 
У 1603 році отримав лицарське звання.
У період 1592—1620 був членом англійського парламенту. 
Автор трьох історико-мемуарних творів, що містять цінні свідчення з історії тогочасної Європи, зокрема Московії. Вважається, що Горсей вперше запровадив у англійській мові термін на позначення Білорусі «Біла Русь» (англ. White Russia), вживши його у своїх нотатках. 
Російський історичний живописець українського походження Олександр Литовченко у 1875 році створив картину «Цар Іван Грозний показує свої скарби англійському послу Горсею».